# فرحان أوزمين
فرحان أوزمين (بالتركية:ferhan özmen) من مواليد 1964م و أصله من شرق تركيا من محافظة سيواس توقف عن دراسة الثانوية وبدأ البيع في مكتبة خاصة بعائلته بعد وفاة أبيه -في أوائل الثمانينات الميلادية-ومن هنا بدأ بقراءة كتب كان لها الأثر في تغيير فكره بعد ذلك سافر لمدينة سعرد جنوب شرقي تركيا لدراسة الإسلام و اللغة العربية ثم ارتحل إلى أنقرة.

## تواصله مع الإيرانيين
لا يعرف على وجه التحديد كيف بدأ تواصله مع المخابرات الإيرانية ،لكن هناك خيوط تشير أنه تم تجنيده في آواخر الثمانينات الميلادية في تركيا بعد ذلك سافر لإيران في عام 1989م لتلقي تدريبات عسكرية عالية بخاصة ما يتعلق بتركيب المتفجرات ثم سافر عدة سفرات أُخر.

## عملياته
- كانت أول عملية له هي قتل السكرتير الثاني بالسفارة السعودية في العاصمة التركية أنقرة عبد الغني بن عبد الحميد بديوي وذلك في 16 ربيع الأول من عام 1408هـ الموافق لـ 26 أكتوبر 1988م.
- العملية الثانية وبعد عام واحد وفي 17 ربيع الأول من عام 1410هـ الموافق لـ 16 أكتوبر 1989م، تعرض المحاسب المالي في سفارة المملكة العربية السعودية بتركيا السعودي عبد الرحمن الشريوي إلي محاولة اغتيال فاشلة تسببت له بإصابات بالغة فقد على أثرها أحد قدميه.
- بعدها بثلاث أشهر حاول اغتيال الدبلوماسي السعودي عبد الرزاق كشميريعبر زراعة عبوة ناسفة تحت سيارته  لكنه نجى من التفجير بلا أي إصابات.

### انقطاع علاقته مع الإيرانيين
في بداية عام 1990م أواسط 1410هـ انقطعت العلاقات الإيرانية مع فرحان وبدأ بعمليات من تلقاء نفسه لكن بأسلحة الإيرانيين فقام بالتالي:-

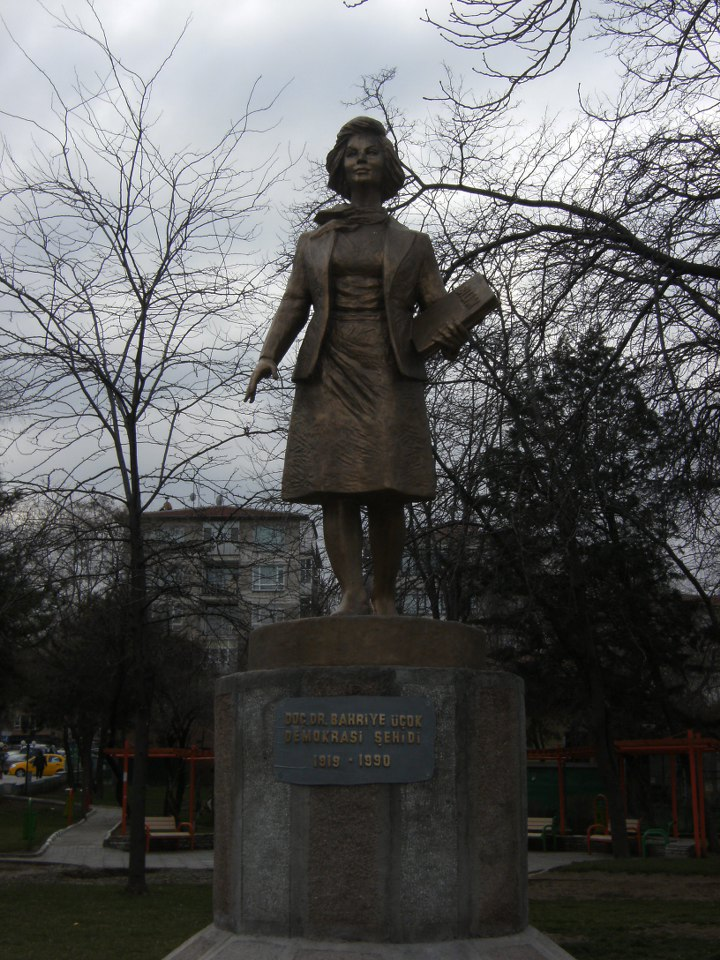
تمثال بحرية أوجوك

- قتل برفسور تركي يدعى معمر أكسوي في 5 رجب 1410هـ الموافق لـ31 يناير 1990م تحت ذريعة أنه مؤيد للعلمانية وكان ذلك باستخدام الإسلحة الإيرانية بلا موافقة منها على ذلك.
- في 16 ربيع الأول 1411هـ الموافق لـ6 أكتوبر 1990م قام فرحان بقتل برفسورة تركية تدعى بحرية أوجوك بسبب تأييدها للعلمانية عبر إرسال طرد متفجر لها.

### عودة علاقته مع الإيرانيين
رجع الإيرانييون على الخط من جديد و أمدوه بأتراك آخرين مجندين وذلك لاستهداف سفارات دول أخرى في تركيا وهم نجدت يوكسل (بالتركية:Necdet Yüksel) وأوز ديمر (بالتركية:oğuz demir ).
- بنفس الأساليب السابقة وفي يوم الاثنين 20 ربيع الثاني 1412هـ الموافق لـ 28 أكتوبر 1991م قام أوزمين وديمر بزراعة قنابل ناسفة في سيارة موظف في السفارة الأمريكية يدعى فيكتور مارويك -30 عامًا آنذاك- (بالإنجليزية:victor Marwick) مانتج عنه مقتله على الفور وفي نفس اليوم زرعوا أيضًا قنبلة في سيارة موظف في السفارة المصرية يدعى عبد الله حسين القربي مانتج عنه إصابته بإصابة بالغة وسبب إستهدافهم لموظف السفارة المصرية هو محاولة لمعاقبة مصر بسبب علاقتها بالولايات المتحدة
- في نفس اليوم أيضًا وبنفس الطريقة قتلوا ضابطين أمريكيين في القوات الجوية الأمريكية -حيث أن هناك قاعدتين جويتين أمريكيتين في تركيا هما قاعدة أنجرليك و أزمير-.

### عمليات ارتجالية أخرى
يبدو أن الإيرانيين لم يكونوا متحكمين في أوزمين ورفاقه بشكل تام فحصلت من أوزمين عمليات أخرى بأسلحة إيرانية بلا موافقة منهم وهي:-
- استهداف موظف في السفارة الهندية  عبر تلغيم سيارته إلا أنه نجى من التفجير، ويزعمون أوزمين ورفاقه بعد القبض عليه أن سبب ذلك، هجوم الهند على كشمير.
- بعد ذلك استهدفوا السفارة اليوغسلافية- تفككت يوغوسلافيا لاحقًا لعدة دول - إلا أن هذا التفجير لم يسفر عن أي إصابات تذكر ويزعمون أن سبب ذلك الانتهاكات التي حصلت في البوسنة.

### اغتيال لكاتب تركي مناهض لسياسة إيران
- في يوم 1 شعبان 1413هـ الموافق لـ24 يناير 1993م اغتيل المحقق الصحفي أوغور مومجو (بالتركية:Uğur Mumcu) بقنبلة مزروعة تحت سيارته، ومعروف عن هذا الصحفي انتقاده الحاد واللاذع للإيرانيين.[2]

### آخر العمليات الاحترافية
في 12 رجب 1420هـ الموافق لـ 21 أكتوبر 1999م قام فرحان ورفاقه باغتيال أحمد تانر كيشلالي (بالتركية:Ahmet Taner Kışlalı) عبر تفجير سيارته بقنبلة مزروعة مثل سابقيه.

## بداية تكشف الخيوط الموصلة لفرحان أوزمين
في عام 1995م استدعي أوز ديمر (بالتركية:oğuz demir ) لأداء الخدمة الإجبارية العسكرية وعلى إثر ذلك قدّم لفرحان عضو جديد في جماعته اسمه رشدي أيطوفان (بالتركية:Rüştü Aytufan) تلقى تدريبات عالية في إيران مثل سابقيه.

## القبض على فرحان ورفاقه
في محرم 1421هـ الموافق لمايو 2000م، تم أخيرًا إلقاء القبض على فرحان ورفاقه.